# Bière allemande

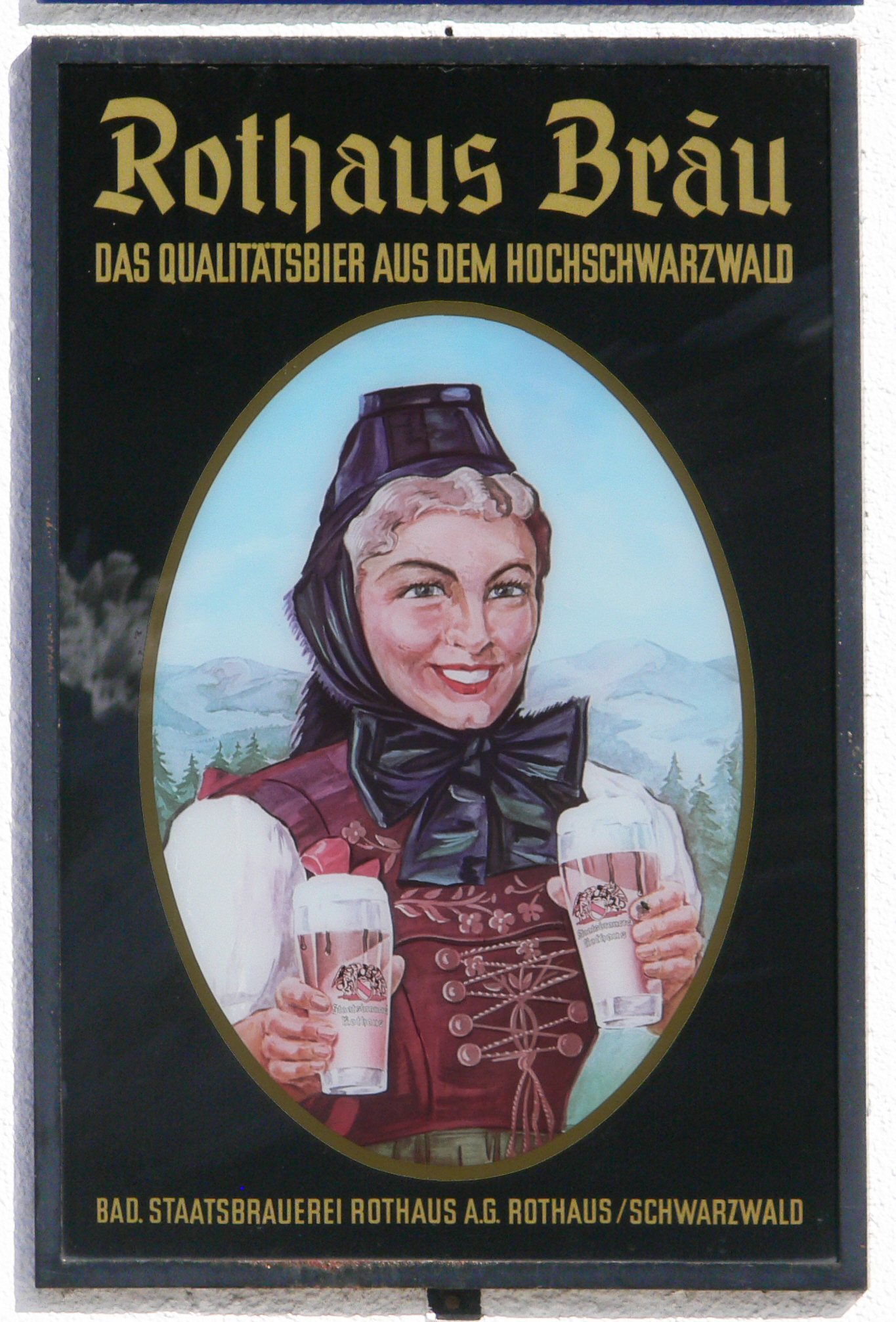
Publicité ancienne

La bière allemande trouve son origine dans le haut Moyen Âge. Depuis des siècles, la bière fait partie de la culture et de la gastronomie allemande, et le pays est constellé de Bierpalast (« palais de la bière »), de Biergarten (« jardin de la bière »), de Bierstube (« brasserie »), de Bierkeller (« cave à bière »), de Bierhaus (« maison de la bière ») et de Bierzelt (« tente à bière ») que l'on retrouve lors des nombreuses fêtes de la bière.
Il existe en Allemagne un grand nombre de types de bières mais l'immense succès de la pils dominant 70 % du marché éclipse bien des variétés régionales, mise à part l'export et la weissbier qui occupent chacune environ 10 % du marché intérieur.
En général le degré d'alcool des bières allemandes est entre 4,7 % et 5,4 % en volume, mais certaines bock ou doppelbock peuvent monter jusqu'à 16 %, et dans un cas extrême, 40 % (la Schorsch Bock). Il existe aussi des bières bio, diät ou alkoholfrei (« sans alcool »).
Côté consommation annuelle de bière par habitant par pays, les Tchèques et les Irlandais ont désormais dépassé les Allemands (mais les Bavarois restent champions avec une consommation moyenne de 161 l/an).

## Histoire

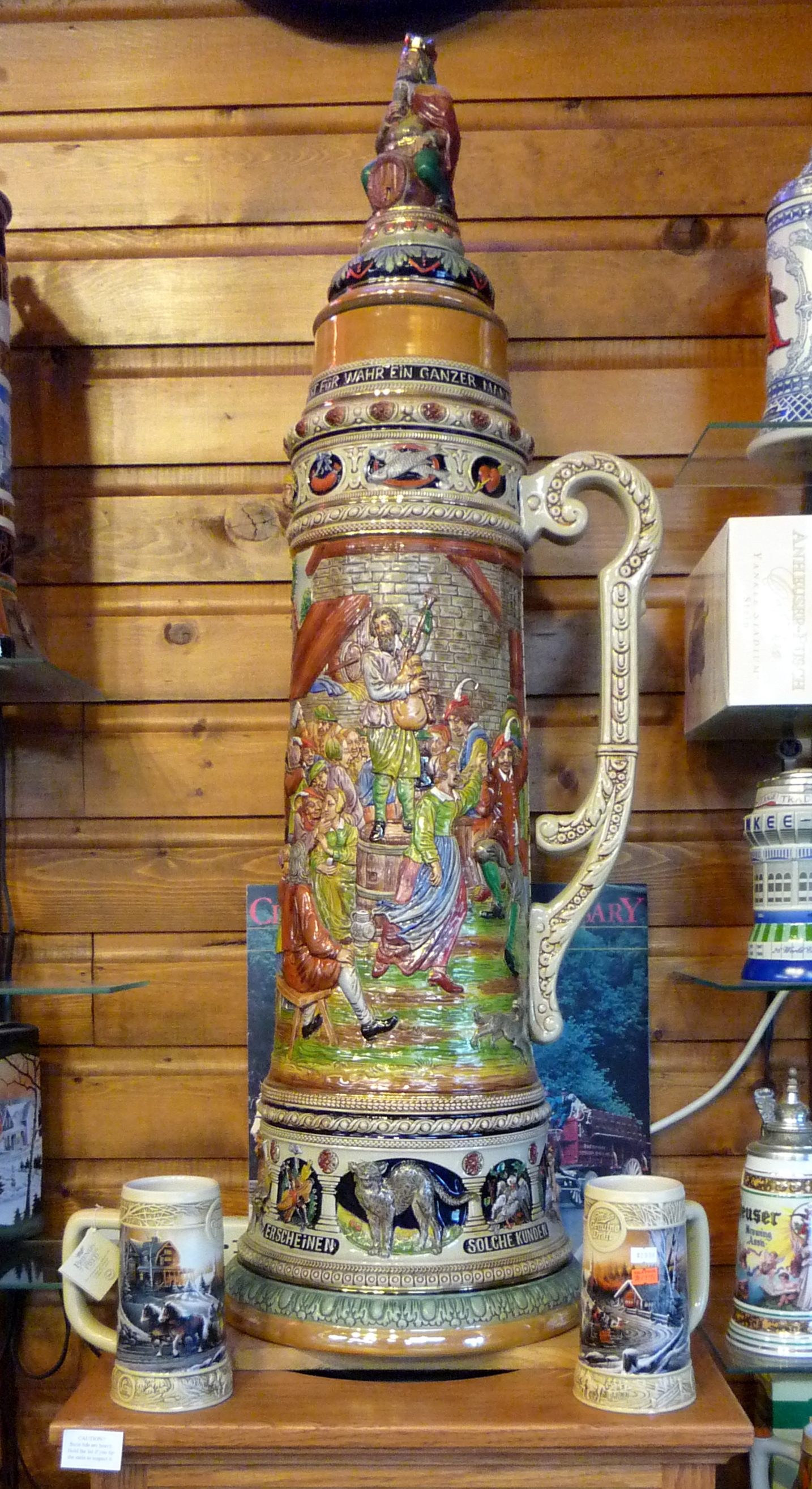
Immense Bierstein ou Kruge ou Humpen ou Mass.

En 736 à Geisenfeld en Bavière, on retrouve mention d'une boisson fermentée à base d'orge. En 766, on a mention de la plus ancienne livraison de bière à partir de Geisingen vers l'abbaye de Saint-Gall (en Suisse). En 974, la première autorisation de brassage fut donnée par l'empereur Otton II du Saint-Empire à l'église de Liège (Belgique).
En Allemagne comme ailleurs, les ordres religieux eurent une influence certaine sur l'élaboration de la bière si bien qu'elles en portent encore les traces telles les Paulaner, Franziskaner, Augustiner, Weihenstephan ou Andechs.
Bien que la bière ne fut d'abord brassée qu'en Bavière[réf. nécessaire], son succès permit une rapide progression géographique et en quelques siècles, toute l'Allemagne devait en produire bien des hectolitres.
Les Allemands ont été les premiers à édicter des lois afin de garantir la qualité de la bière.
En 1156, l'empereur Frédéric Ier Barberousse édicte une loi (Justitia Civitatis Augustensi), menaçant de mettre à l'amende tout brasseur produisant une bière infecte ou flouant sur la quantité.
En 1348, un édit de Weimar ordonne qu’aucun brasseur n'utilise autre chose que du malt et du houblon (interdit dans le Rhénanie-Palatinat alors) pour sa bière.
C'est à cette époque que les premières Bockbiere apparaissent à Einbeck.
En 1393, à Nuremberg, à la suite d'une famine une note n'autorise que l'orge comme céréale pour la bière, réservant le blé au pain.
Les Thuringeois ont un document de 1434 (Wirtshausgesetz) écrit à Weißensee faisant état des seuls ingrédients autorisés : eau, orge, houblon. Des décrets à Ratisbonne en 1453 ou à Landshut en 1493 interdisent toute aromatisation mise à part celle du houblon.
En 1447 la ville de Munich ordonne que les brasseurs n'utilisent qu'eau, orge et houblon. Dès 1487, il existe des standards pour la vente et la composition de la bière .

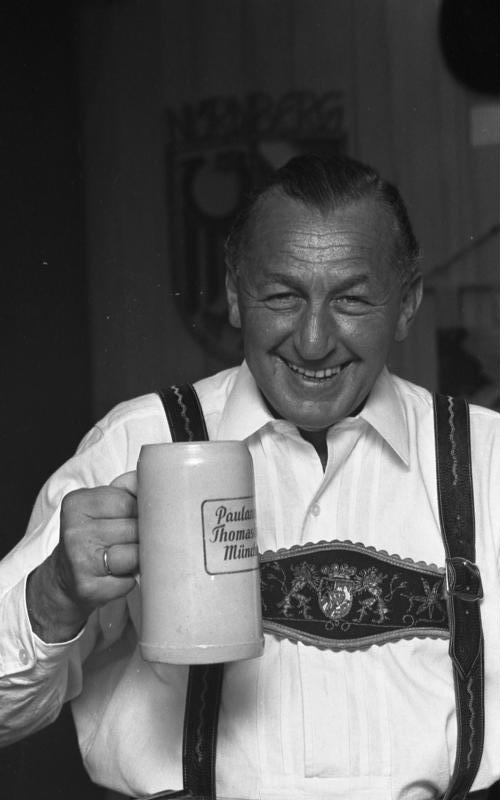
Prost !

Le Bayerische Reinheitsgebot (« édit de pureté bavarois ») fut édicté le 23 avril 1516 à Ingolstadt par le duc Guillaume IV de Bavière (qui en avait fait une première mouture en 1493), devait assurer la qualité de la bière en réduisant au strict minimum ses ingrédients, à savoir malt d'orge, eau et houblon (et pour les bières utilisant d'autres céréales, l'obligation de passer par une fermentation haute). La levure ne devant être découverte que plus tard, elle fut alors également autorisée, de même que l'adjonction de sucre pour les fermentations hautes.
En provenance de Bohême, la weißbier est introduite en Bavière au XVIe siècle. En 1520, un brasseur obtint le privilège de la produire bien que l'ajout de levure enfreignît le Reinheitsgebot. Le brassage en fut interdit en 1567, parce que la boisson était périssable et que le froment devait être réservé à la fabrication du pain. L'interdiction fut levée en 1602, car la vente rapportait beaucoup d'impôts.
En 1839 le maître brasseur bavarois Gabriel Sedlmayr innove au sein de la brasserie Spaten en appliquant de nouvelles méthodes de brassage plus scientifiques (vapeur, pasteurisation, chauffage, réfrigération, mesures, etc.). Il participe activement à l'élaboration des premières bières blondes.
En 1842 arrive également de Bohême, la pilsener qui devait immédiatement remporter un vif succès.
En 1906, le Reinheitsgebot s'étend à l'ensemble de l'Allemagne sous le nom de Deutsche Reinheitsgebot, (au sein du Biersteuergesetz, loi de taxation de la bière) provoquant la disparition de nombreuses bières régionales.
La Deutsche Biersteuergesetz du 9 juillet 1923 (confirmée en 1952) régule en son article § 9 Abs. 1 que pour les bières de fermentation basse, le malt d'orge, le houblon, la levure et l'eau étaient autorisés à titre d'ingrédients ; pour les bières de fermentation haute, d'autres malts de céréales, ainsi que des sucres et des colorants sont autorisés.
À la suite d'une plainte de 1984, l'Union européenne décrète le 12 mars 1987 que l'interdiction de vendre sous le nom de bières des bières importées non brassées selon la loi du Reinheitsgebot va à l'encontre de la libre circulation des biens.
Lors de la refonte de la Biersteuergesetz en 1993, les règles de l'ancienne sont maintenues à titre de Loi préliminaire de la bière et les dispositions fiscales transférées. Désormais la réglementation sur les ingrédients admissibles n'est plus valable que pour la production de bière en Allemagne pour le marché allemand. La bière importée n'est pas soumise à ces règlements ; et les brasseurs allemands peuvent également s'en affranchir s'ils produisent pour l'exportation, à moins de recevoir des dispenses pour des bières spéciales (besondere biere). Désormais les bières respectant encore ses principes sont classées parmi les traditionnelles Lebensmittel (« aliments traditionnels ») et protégées aussi par décret européen.
Le Reinheitsgebot est de fait la plus longue loi en vigueur assurant la qualité alimentaire d'un produit pour la santé.

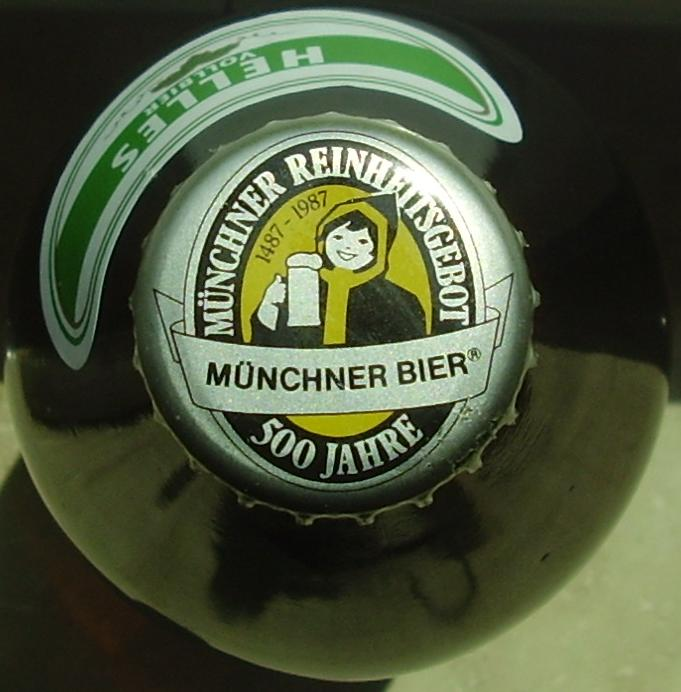
Capsule célébrant la Reinheitsgebot

Par ailleurs, nombre de régions ont demandé et obtenu de l'Union européenne, une protection de l'indication géographique (IGP, et donc de la qualité) de leurs produits  :
- Bayerisches Bier
- Hofer Bier
- Kulmbacher Bier
- Bremer Bier
- Dortmunder Bier
- Kölsch
- Mainfranken Bier
- Wernesgrüner Bier
- Gögginger Bier
- Reuther Bier
- Rieser Weizenbier

## Types de bières

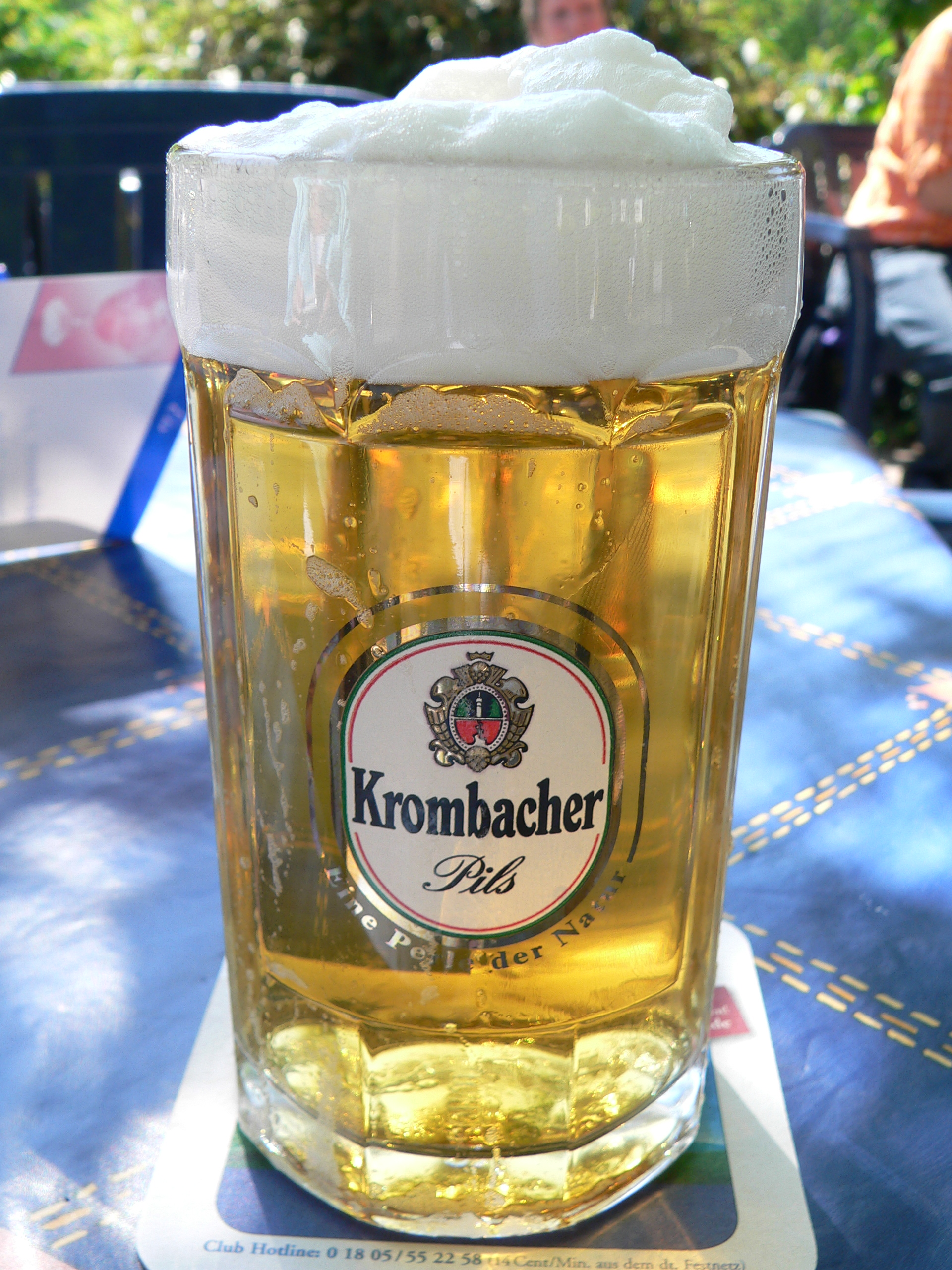
Verre de Krombacher Pils

Les bières allemandes sont classées légalement selon leurs densités :
- Einfachbiere (« bières simples ») d'une densité primitive de moût de 1,5 % à 6,9 %,
- Schankbiere (« bières de consommation » à la pression) d'une densité primitive de moût de 7,0 % à 10,9 %,
- Vollbiere (« bières complètes ») d'une densité primitive de moût de 11,0 % à 15,9 %, représentant plus de 90 % de la production,
- Starkbiere (« bières fortes ») ou Bockbiere d'une densité primitive de moût de 16 % min.

Auxquelles s'ajoutent deux genres à part :
- Lückenbiere, toutes bières interdites avant 1993 en vertu de la classification de l'époque (0,0 à 2,5 % ; 5,0 à 7,0 % ; 8,0 à 11,0 % ; 14,0 à 16,0 %) mais désormais autorisées (par exemple à 12 %).
- Biermischgetränke, boissons panachés ou cocktails à base de bière et de jus de fruit, d'arôme ou d'énergisant.

Les bières sont aussi classées par type ou style :
- Fermentation basse (89 % du total)Kellerbier

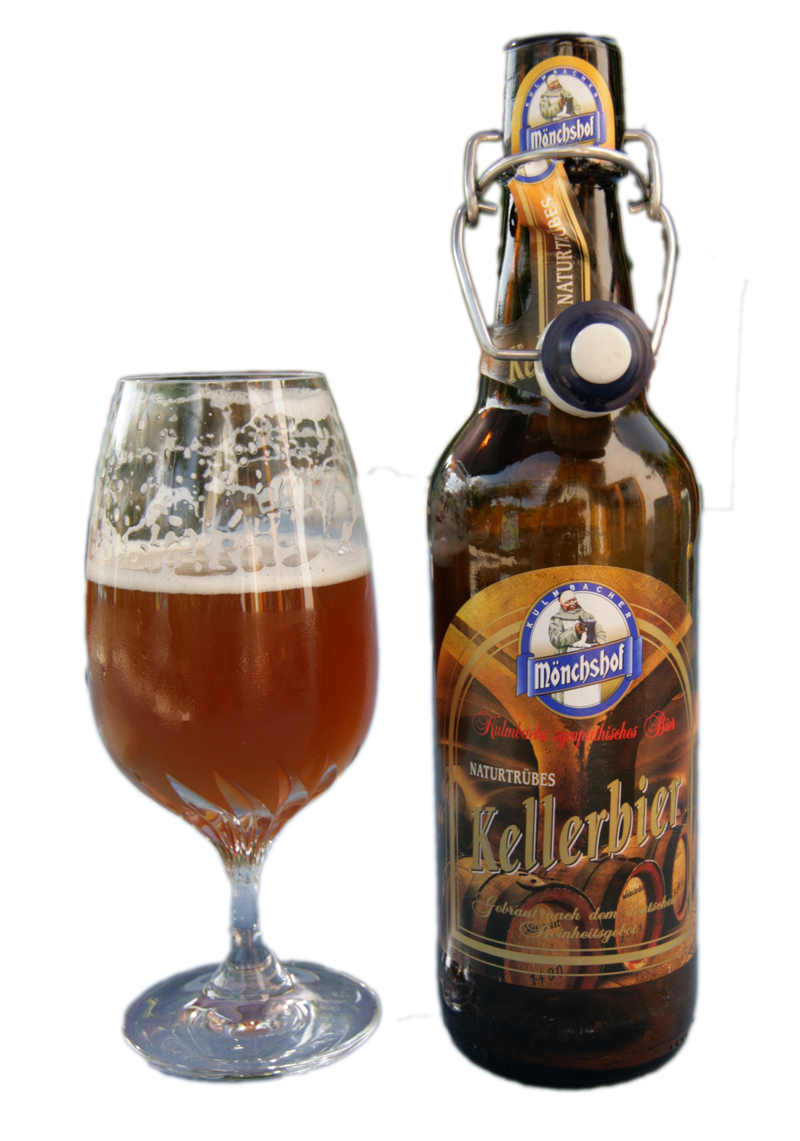
Kellerbier

  - Bock : lager ambrée lourde et aigre-douce avec 16-17° Plato ou 6,5 - 7 % vol.
  - Doppelbock / Fasten bock : lager brune très forte et très lourde avec 18-28° Plato ou 8 - 12 % vol brassée pour le carême.
  - Dunkel : lager brune avec deux styles : sucré et malté à Munich, mais sec et houblonné en Franconie.
  - Dunkel bock / Winterbock / Weihnachtsbock : lager brune forte d'hiver avec 16-17° Plato ou 6,5 - 7 % vol brassée pour Noël.
  - Dünnbier : lager blonde maigre du pauvre puis des ouvriers avec 2 - 3 % vol.
  - Eisbier : lager blonde allégée et adoucie par une fermentation et un stockage sous glace.
  - Eisbock : très forte variante de doppelbock obtenue par une distillation glacée avec 18-28° Plato ou 9 - 15 % vol
  - Erntebier : lager blonde maigre des paysans avec 2 - 3 % vol.
  - Export / Dortmunder : lager blonde de Dortmund bien maltée et moins houblonnées que la pils avec 12-12,5° Plato ou 5 - 5,5 % vol. La plus populaire dans les années 1950 à 1960, mais devenue rare aujourd'hui.
  - Helles : lager blonde et maltée de Bavière avec 11-12° Plato ou 4,5 - 5 % vol. La plus connue : la Wiesnbier de l'Oktoberfest.
  - Kellerbier : lager non filtrée à la couleur (plutôt ambrée) et force variable (autour de 5 % vol.) conditionnée en celliers en Franconie.
  - Kräusenbier : blonde de type pils non filtrée avec 5 % vol.
  - Lager : blonde en général mais peut être aussi ambrée, brune ou noire car le terme désigne surtout un mode de conservation adapté à la fermentation basse.
  - Landbier : blonde ou brune filtrée ou non au goût peu houblonnée avec 4,8 % à 5,3 % vol.
  - Maibock / Frühlingsbock / Helles bock : bock blonde forte du printemps avec 16-17° Plato ou 6,5 - 7 % vol.
  - Märzen / Oktoberfestbier : lager blonde, ambrée ou brune, maltée avec 13-14° Plato ou 5,2 - 6 % vol. Typique de l'Oktoberfest.
  - Münchner dunkel : brune de Munich avec 11 à 13° Plato ou 4,5 à 6 % vol.
  - Pilsener / Pils / Pilsner : lager blonde plus houblonnée avec plus d'amertume et 11-12° Plato ou 4,0 - 5,2 % vol. Représente plus de 70 % du marché. Originaire de Pilsen en Bohême.Berliner Weisse à la framboise

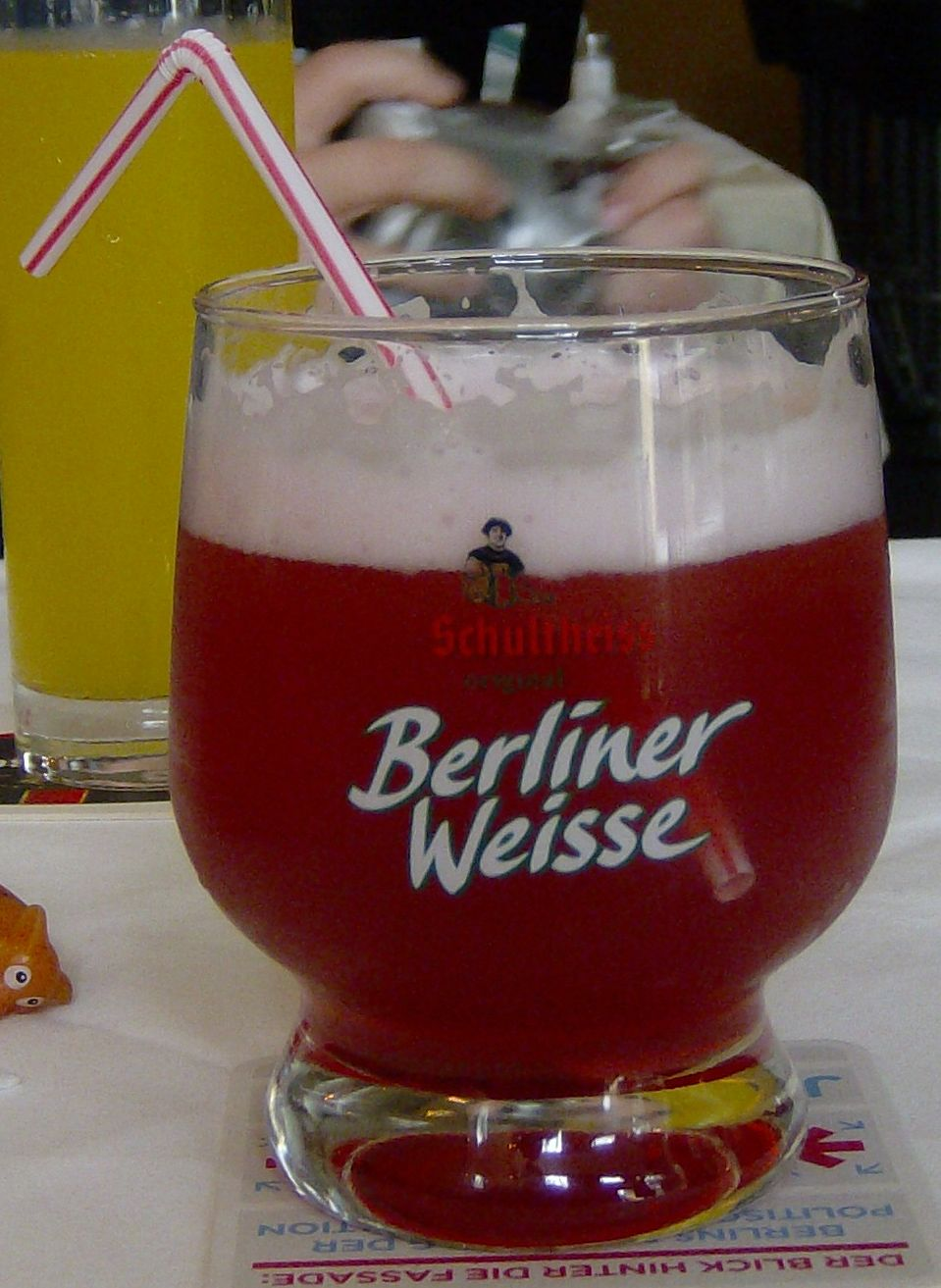
Berliner Weisse à la framboise

  - Porter: lager proche de la schwarzbier mais plus forte avec 5,8 % vol. Elle n'a as autant de succès que sa cousine anglaise.
  - Rauchbier : souvent brune au goût fumé de Bamberg avec 12-13° Plato ou 5 - 5,5 % vol.
  - Spezialbier : lager blonde houblonnée au goût aigre-doux avec 13-13.5° Plato ou 5,5 - 5,7 % vol. brassée pour les fêtes.
  - Schwarzbier : lager noire au goût de chocolat grillé d'Allemagne centrale, avec 11-12° Plato ou 4,5 - 5 % vol. Il en existe des variantes plus claires (brunes) aussi.
  - Urbock : bock originale brassée selon la recette d'Einbeck
  - Zwickelbier : lager non filtrée proche de la kellerbier mais avec davantage de gaz, moins d'alcool et moins houblonnée. La zoiglbier lui ressemble aussi.
  - Zoigl : non filtrée et uniquement servie au fût en Oberpfalz en Bavière.
- Fermentation haute (11 % du total)
  - Altbier : ambrée foncée et houblonnée de Düsseldorf et de la région Niederrhein avec 11-12° Plato ou 4,5 - 5 % vol.
  - Berliner Weisse : blanche de couleur blonde au goût aigre de Berlin avec 9° Plato ou 2,5 - 5 % vol. Très souvent bue avec du sirop fruité rouge (framboise) ou vert (aspérule).
  - Bönnsch : variante non filtrée à Bonn de la Kölsch.
  - Dampfbier : blonde ou ambré, brassée à partir d'orge et de levure de weizenbier fermentée à chaud. Plateau de Kölschs

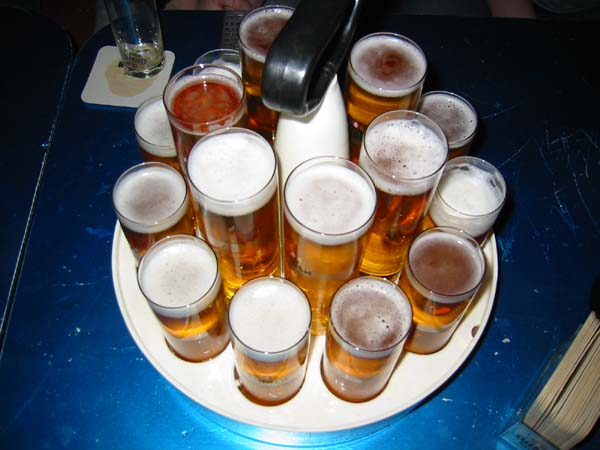
Plateau de Kölschs

  - Dinkelbier : blonde à partir d'épeautre avec 4,5 % vol.
  - Doppelsticke : variante de sticke plus forte avec 8,5 % vol.
  - Dunkelweizen / Dunkelhefeweizen : blanche à la couleur brune au goût caramélisé et chocolaté.
  - Emmerbier : ambrée à partir d'ammidonnier.
  - Ernte Weisse : variante d'erntebier au froment.
  - Gose : blanche de couleur ambrée au goût aigre et salé de Leipzig avec 10-12° Plato ou 4 - 5 % vol. disparue entre 1966 et 1985. En Saxe et en Thüringe, c'est une blanche de couleur blonde, bue avec un sirop fruité de carvi ou de cassis, comme la berliner weisse. Pure elle est rafraîchissante mais surie.
  - Kölsch : blonde et légère de Cologne (seule bière sous AOP[8] mais dont le statut va évoluer vers une IGP[9]) avec 11-12° Plato ou 4,5 - 5 % vol.
  - Latzenbier : variante d'altbier conservée en hauteur.
  - Malzbier : brune à noire au goût sucré avec 0 à 0,5 % vol.
  - Mumme : noire très amère. Kristallweizen et hefeweizen.

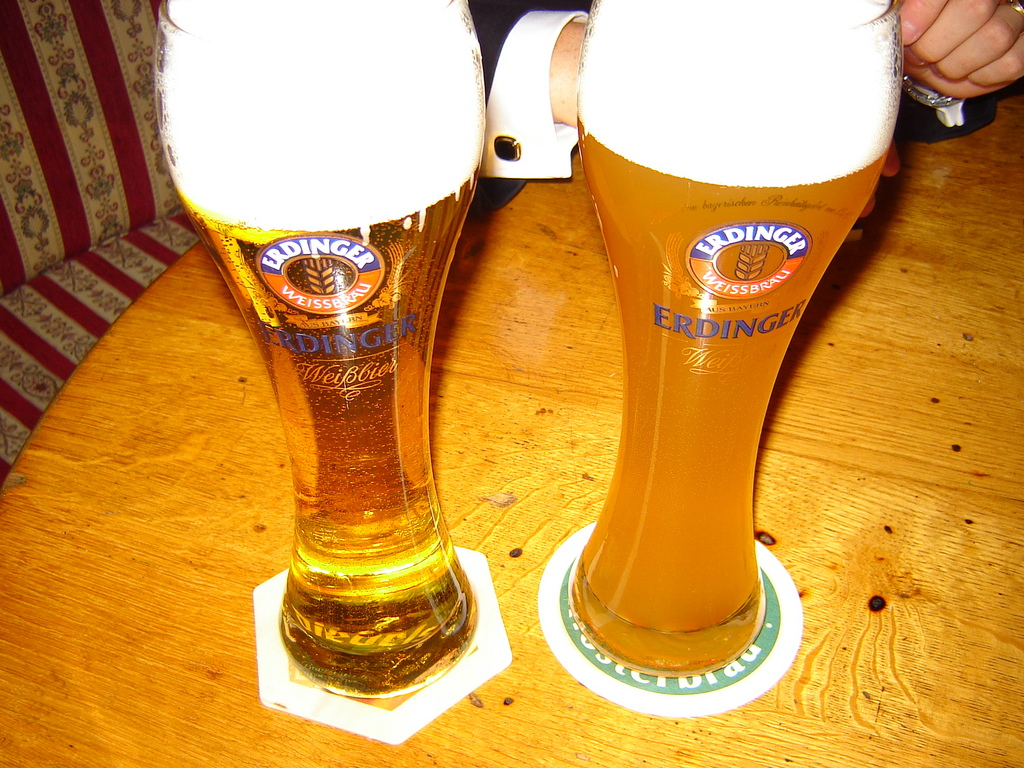
Kristallweizen et hefeweizen.

  - Roggenbier : brune à base de seigle au goût de pain avec 4,5 - 6 % vol.
  - Steinbier : chauffée à 'aide de pierres, au goût fumé.
  - Sticke : variante plus forte de la kölsch.
  - Weizenbier / Weißbier : blanche au goût fruité et épicé du sud de l'Allemagne avec 12-12,5° Plato ou 5 - 5,6 % vol. Deux variantes existent : Hefeweizen (non-filtrée) ou Kristallweizen (filtrée).
  - Weizenbock : blanche de couleur ambrée (!), forte et épicée avec 16-17° Plato ou 6,5 - 8 % vol.
  - Weizendoppelbock : blanche presque brune, forte et maltée avec 7 % à 9 % vol.
  - Weizeneisbock : blanche forte après avoir été glacée et cristallisée avec 12 % vol.

- Fermentation hybride ou mixte
  - Weissbierpils : formée en rajoutant de la weissbier à de la pils...

## Marques et brasseries
Centralisées et industrialisées dans le nord, les brasseries sont plus artisanales et plus localisées dans le sud. La seule Bavière contient la moitié des 1 300 brasseries du pays et 4 000 des 5 000 marques de bières produites. La plus grande concentration mondiale de brasseries se trouve à côté de Bamberg, en Franconie, région de Bavière. L'Abbaye Weihenstephan fondée en 725 détient la plus ancienne brasserie encore en activité (depuis 1040).
En 2004 Oettinger détrône Krombacher du sommet des plus grosses brasseries.

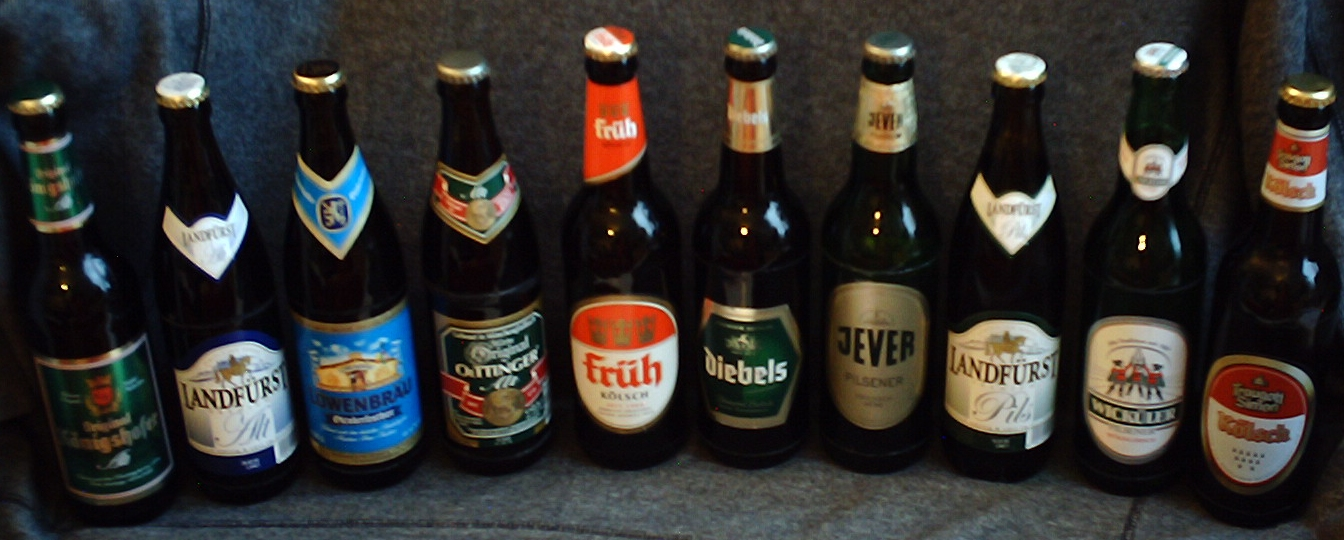
Différentes marques de bières allemandes

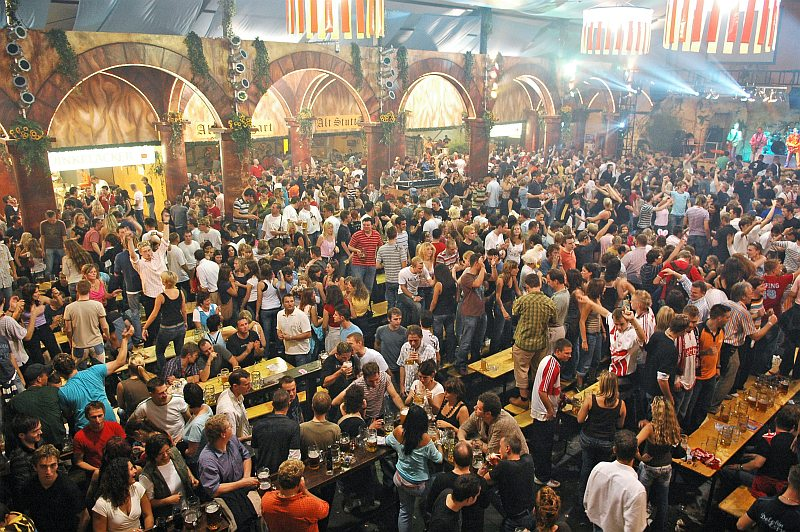
Cannstatter Volksfest

| Brasserie  | Production en million d'hectolitres | Ville d'origine | Slogan publicitaire            |
| ---------- | ----------------------------------- | --------------- | ------------------------------ |
| Oettinger  | 6,61                                | Oettingen       |                                |
| Krombacher | 5,45                                | Kreuztal        | Eine Perle der Natur           |
| Bitburger  | 3,86                                | Bitburg         | Bitte ein Bit!                 |
| Warsteiner | 2,98                                | Warstein        | Das einzig Wahre.              |
| Beck's     | 2,93                                | Brême           | The Beck's experience          |
| Hasseröder | 2,63                                | Wernigerode     | Erfrischend echt.              |
| Veltins    | 2,56                                | Meschede        | Irgendwann erfrischt es jeden. |
| Paulaner   | 2,17                                | Munich          | Gut, besser, Paulaner.         |
| Radeberger | 1,79                                | Radeberg        | Schon immer besonders.         |
| Sternburg  | 1,64                                | Leipzig         | Merke dir - Sternburg Bier     |

## Fêtes de la bière
Les Allemands aiment boire en compagnie et ne manquent jamais une occasion de se désaltérer lors d'immenses festivités.
Depuis 1810, l'Oktoberfest est la plus grande fête du monde attirant près de 7 000 000 de visiteurs durant deux semaines à Munich. La consommation de bière atteint ici son apogée ; il n'y a que des doses d'un litre.
Presque aussi connue et réputée en Allemagne, la Cannstatter Volksfest de Stuttgart est aussi une fête immense.
Le Tag des Deutschen Bieres (« Jour de la bière allemande ») est célébrée le 23 avril depuis 1994 en l'honneur de la fameuse loi du Reinheitsgebot.

## Lieux notables
- Deutsches Brauereimuseum et le Bier- und Oktoberfestmuseum : musée de la bière, de la brasserie et de l'Oktoberfest situé à Munich.
- Hofbräuhaus am Platzl : plus grand bierpalast de Munich pouvant accueillir plus de 5 000 personnes en même temps en ses caves voûtées.
- Hirschgarten : biergarten situé à Munich pouvant accueillir 8 000 personnes…

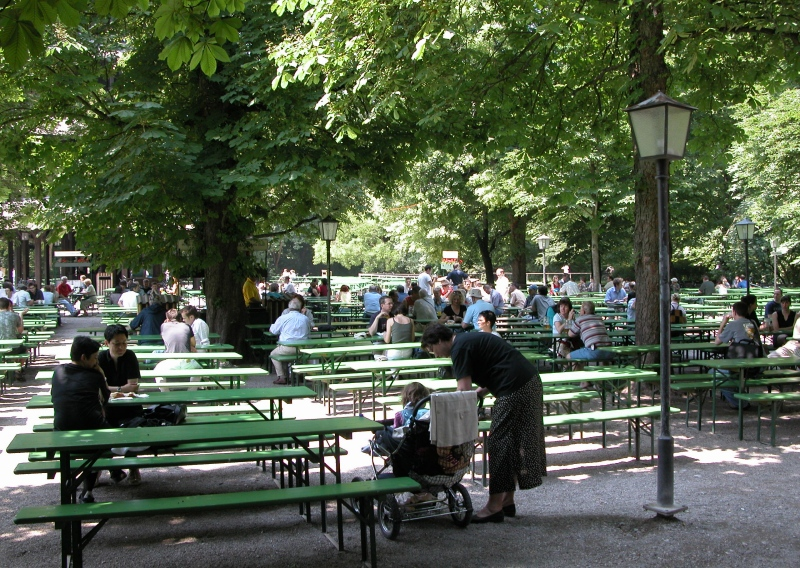
Biergarten à Munich